# Monument a Josep Anselm Clavé (Sant Sadurní d'Anoia)
El monument a Josep Anselm Clavé està situat a la plaça Pau Casals de Sant Sadurní d'Anoia (Alt Penedès). Està dedicat a l'il·lustre músic Josep Anselm Clavé i Camps, promotor del moviment coral a Catalunya. Obra de l'escultor Jaume Ventura i Sala, és un monòlit prismàtic de marbre, amb un baix relleu que mostra un grup de joves i un cep, i a un dels laterals un bust de bronze de Clavé. Es va inaugurar el 1968, a iniciativa de l'Agrupació Coral Santsadurninenca, l'Ajuntament i diversos establiments de la localitat.